# پیشگام (فیلم)
پیشگام (نروژی: Pionér) یک فیلم در ژانر دلهره‌آور- هیجانی محصول کشور نروژ است. این فیلم در سال ۲۰۱۳ به کارگردانی اریک شولدبرگ ساخته شد. فیلم پیشگام در تاریخ ۳۰ اوت ۲۰۱۳ اکران شد و پس از آن در بخش ویژه نمایش جشنواره بین‌المللی فیلم تورنتو ۲۰۱۳ به نمایش درآمد.